# サン・クイリーノ
サン・クイリーノ（伊: San Quirino）は、イタリア共和国フリウリ＝ヴェネツィア・ジュリア州ポルデノーネ県にある、人口約4,200人の基礎自治体（コムーネ）。

## 地理

### 位置・広がり

#### 隣接コムーネ
隣接するコムーネは以下の通り。
- アヴィアーノ
- コルデノンス
- マニアーゴ
- モンテレアーレ・ヴァルチェッリーナ
- ポルデノーネ
- ロヴェレード・イン・ピアーノ
- ヴィヴァーロ

### 気候分類・地震分類
サン・クイリーノにおけるイタリアの気候分類 (it) および度日は、zona E, 2437 GGである。
また、イタリアの地震リスク階級 (it) では、zona 2 (sismicità media) に分類される。